# Marcelo Herrera
Marcelo Andrés Herrera Mansilla, född 3 november 1998, är en argentinsk fotbollsspelare som spelar för River Plate.

## Klubbkarriär
Herrera började sin seniorkarriär i San Lorenzo efter att som ung även spelat för Textil Mandiyú, Boca Unidos och Rivadavia. Herrera debuterade för San Lorenzo den 22 september 2018 i en 3–2-vinst över Patronato.
I februari 2022 värvades Herrera av River Plate, där han skrev på ett fyraårskontrakt.

## Landslagskarriär
I juni 2021 blev Herrera uttagen i Argentinas trupp till olympiska sommarspelen 2020 i Tokyo.

## Meriter
Argentina U23
- Panamerikanska spelen: 2019
- Torneo Preolímpico Sudamericano: 2020